# Американский уж-циклоп
Американский уж-циклоп (лат. Nerodia cyclopion) — вид змей из семейства ужеобразных, обитающий в Северной Америке.
Общая длина колеблется от 76 см до 1,4 м. Голова треугольная. Глаза маленькие. Туловище крепкое, коренастое с сильно выраженным килем на чешуе. Под глазами присутствует несколько щитков. Спина имеет зеленовато-коричневую, оливковую окраску, иногда с нечёткими пятнышками тёмного цвета. Брюхо более желтоватое.
Вид распространён в США. Любит болота, берега озёр, прудов. Активен ночью. Питается рыбой и земноводными.
Это живородящая змея. Самка в июле-августе рожает от 7 до 101 детёныша длиной до 25 см.